# اوریفایوکول
اوریفایوکول (به لاتین: Öræfajökull) یک یخچال طبیعی و کوه در ایسلند است که در ایسلند واقع شده‌است.